# 光化学的二酸化炭素還元
光化学的二酸化炭素還元は、太陽エネルギーを利用してCO2を高エネルギーのものに変換すること。CO2の化学変換はギ酸などの溶媒の製造においてすでに工業的規模で行われているが、光化学的還元は再生可能エネルギー源である太陽に依存するという点で異なる。CO2は温室効果ガスであるため、効率的な光触媒である人工系を作り出すのに環境上での関心が集まっているが、現在の方法では回転率が低いため、広範囲での工業的応用が不可能である。

## 概要
光化学的還元は化学的還元（レドックス）に由来する。しかし、還元に使われる電子が光増感剤と呼ばれる別の分子の光励起から生成されるという点で異なる。太陽のエネルギーを利用するためには光増感剤は可視光線および紫外線スペクトル内の光を吸収する必要がある。この基準を満たす分子増感剤には、有機金属種のd軌道分裂がよく遠紫外および可視光のエネルギー範囲内に入るという理由でしばしば金属中心が含まれる。前述のように還元プロセスは光増感剤の励起から始まる。これにより、金属中心から機能性配位子への電子の移動が起きる。この移動は金属-配位子電荷移動(MLCT)と呼ばれる。正味何も起きなかったことになってしまう電荷移動後の配位子から金属への電子の移動は、溶液中に電子供与種を含ませることで防ぐことができる。良い光増感剤は通常は一重項状態から三重項状態への相互変換により長寿命の励起状態を持ち、これにより電子供与体が金属中心と相互作用する時間ができる。光化学的還元における一般的な供与体にはトリエチルアミン(TEA)、トリエタノールアミン(TEOA)、1-ベンジル-1,4-ジヒドロニコチンアミド(BNAH)がある。
励起後、CO2は還元された金属の内部の配位圏に配位するか、これと相互作用する。この還元プロセスの機構的な詳細は完全には決定されていないが、一般的に観測される生成物にはギ酸塩、ギ酸、一酸化炭素、メタノールがある。光吸収と接触還元の二反応は同じ金属中心でも異なる金属中心でも起こり得る。つまり、光増感剤と触媒は化学種間の電子移動手段となる有機結合でつながれていても良いということである。この場合、2つの金属中心は二金属超分子錯体を形成する。さらに、光増感剤の機能性配位子上に存在していた励起電子は付随配位子を介して触媒中心に達しこれが1電子還元(OER)種となる。2つのプロセスを異なる金属中心で行うことの利点は、中心金属や配位子を別個に選択することで、各反応中心を特定機能に特化させることが可能となる点である。

## 歴史
1980年代にLehnとZiesselにより行われた最初の研究により、可視光を用いた触媒によるCO2還元の発展が導かれた。水分解を行う光触媒の開発への先行研究において、LehnはCo(I)種がCoCl2、2,2'-ビピリジン(bpy)、第3級アミン、Ru(bpy)3Cl2光増感剤を含む溶液中で生成されるのを観測した。CO2はコバルト中心に対して高い親和性があったため、LehnとZiesselは還元を行う電極触媒としてコバルト中心を研究した。1982年、彼らはCO2, Ru(bpy)3 , Co(bpy)を700ml含む溶液を照射することでCOとH2が生成したことを報告した。

## 現在の研究
LehnとZiesselの研究以来、いくつかの触媒がRu(bpy)3光増感剤と組み合わされてきた。メチルビオローゲン、コバルト、ニッケル系触媒と組み合わせると一酸化炭素と水素ガスが生成物として観測される。レニウム触媒と組み合わせることで主生成物として一酸化炭素が観測され、ルテニウム触媒と組み合わせるとギ酸が観測される。しかし、いくつかの生成物選択は反応環境の調整により達成可能であることに注意する必要がある。触媒として使われる光増感剤は他にもあり、FeTPP (TPP=5,10,15,20-テトラフェニル-21H,23H-ポルフィン)やCoTPPなどである。ともにCOを生成し、後者はギ酸も生成する。非金属光触媒にはピリジンおよびN-ヘテロ環状カルベンなどがある。